# Groupe algérien de transport maritime
Le Groupe algérien de transport maritime (GATMA) (en arabe : المجمع الجزائري للنقل البحري), créé en 2016, regroupe en une seule société des activités liées à la gestion du transport maritime, la maintenance et l'industrie maritime et des services en Algérie.

## Composition
Le Groupe algérien de transport maritime (GATMA) comprend cinq sociétés, dont une spécialisée dans le transport maritime de marchandises et deux autres dans le domaine des services maritimes, en sus d'une société dans le transport des voyageurs et une autre dans la maintenance maritime et la construction de navires. Il comprend notamment les filiales Entreprise nationale de transport maritime de voyageurs (ENTMV), CNAN EL DJAZAIR, issue de la fusion de CNAN Nord et CNAN MED (chargée du transport maritime de marchandises), ERENAV (chargé de la réparation et de la construction des navires), GEMA (consignation et avitaillement), NASHCO (consignation, avitaillement, transit, logistique).

## CNAN El Djazair
Flotte :
- Le Constantine, navire de fret
- Le Kherrata[7], mis en exploitation en 2014[8]
- Le Stidia[7], mis en exploitation en 2014[8]
- Le Saoura[7], mis en exploitation en 2014[8]
- Le Sedrata, mis en exploitation en 2014[8]
- Le Tinziren, navire de charge, réceptionné le 23 août 2016[9]
- Le Timgad, navire de charge, réceptionné le 9 février 2017[10]
- Le Titteri, cargo polyvalent
- Le Gouraya, cargo polyvalent
- Le Cirta, navire de transport de fret, réceptionné le 7 juin 2021[11]
- Le Tamanrasset, porte-conteneurs, d'une capacité de 1707 EVP, réceptionné en 2017[12].
- Le Djanet, porte-conteneurs, d'une capacité de 1478 EVP, inauguré le 31 mai 2021[13].

## ERENAV
Mi-2023, l'entreprise dispose de trois sites, respectivement à Alger, Oran, Bejaïa ; elle  emploie environ 1 000 personnes. À cette date, elle annonce de nouveaux investissements pour des installations supplémentaires à Oran, Jijel et Bejaia et se donne pour objectif de répondre à la totalité de la demande intérieure dans son domaine d'activité.

## Gouvernance
Président directeur général du groupe :
- Righi El Badar jusqu'en janvier 2019[15]
- Smain Larbi Ghomri[1] (janvier 2019 - janvier 2021)[15].
- Nadia Rabia[6] (janvier 2021- - décembre 2024)
- Mohamed Tayeb Aboud depuis décembre 2024[16]